# Торре-Орсая
То́рре-Орса́я (итал. Torre Orsaia) — коммуна в Италии, располагается в регионе Кампания, в провинции Салерно.
Население составляет 2394 человека, плотность населения составляет 104 чел./км². Занимает площадь 23 км². Почтовый индекс — 84070. Телефонный код — 0974.
Покровителем коммуны почитается святой Лаврентий, празднование 10 августа.